# Vie chrétienne
Vie chrétienne est une revue bimestrielle française de spiritualité ignatienne créée par des pères jésuites en 1957. 

## Histoire
Paraissant pour la première fois en 1957 sous la direction des pères jésuites la revue fut reprise en 1985 par la Communauté de vie chrétienne. En septembre 2010, elle fusionna avec CVX Info et prit le nom de Nouvelle Revue Vie Chrétienne.

## Objectifs
La revue a pour objectifs de « lire les signes des temps (trouver Dieu en toute chose), se former (anthropologiquement et spirituellement), se lier en communauté (tant sur le plan national que mondial) ». 